# Zhenwei Wang
Zhenwei Wang (chino simplificado: 王振威, chino tradicional: 王振威, pinyin: Wáng Zhenwei), (20 de octubre de 1995) es un actor, doble de acción y artista marcial chino. Es conocido por su papel como Cheng (Cheng Lu) (陆伟程 Lù Wěichéng) en la película Karate Kid (2010), remake de la película original de 1984.

## Primeros años
Es el hijo menor de Chao Wang Guo, (Chino simplificado: 王朝国). Su familia era originaria de Handan, Qiuxian, Hebei, China (chino simplificado: 中国 河北省 邯郸 市 邱县), pero su padre lo llevó a Pekín para que él recibiese una mejor educación. A la edad de cuatro años y medio, su padre lo envió a una escuela de deporte aficionado, que también fue la escuela de Jet Li, ya que estaba "débil y enfermizo", de acuerdo con su padre. Zhenwei se centró altamente durante las sesiones de práctica. A su corta edad, no se quejó de estar cansado, incluso después de horas de práctica.
Después de años de duro trabajo y esfuerzo, Zhenwei ganó grandes elogios de la industria de Wushu con su determinación y la base firme de artes marciales. Zhenwei ha recibido muchos premios en competiciones nacionales a una edad temprana. Fue galardonado con dos medallas de oro en el Concurso de la Juventud de Wushu de Beijing . Después de entrenar en una escuela deportiva durante tres años y medio, su padre lo envió a un gimnasio y empezó a estudiar los planos nacionales de las rutinas de Wushu.
Entró en primer lugar, de cincuenta y siete competidores, cuando el equipo nacional de Wushu fue en busca de nuevos miembros,  él entró en el éxito nacional de Wushu B-Mannschaft. A los catorce años hizo una prueba para "Karate Kid (2010)", donde le dieron el papel de Cheng en dicha película que fue un gran éxito para todos ellos.

## The Karate Kid
En la Academia de Cine de Pekín (chino simplificado: 北京 电影 学院), un total de aproximadamente diez mil concursantes seleccionados participaron en la audición. La selección fue estricta: Inglés fluido, habilidades de Wushu, el aspecto físico, en calidad de expresiones faciales, e incluso el control sobre expresiones de los ojos fueron evaluados. Después de tres meses de audiciones, Zhenwei superó con éxito todas las dificultades y se convirtió en Cheng.

## Lesión
Al filmar The Karate Kid (2010), Zhenwei sufrió una lesión en la cabeza que requirió cuatro puntos de sutura. Lo recibió durante la persecución de Jaden Smith (quien interpretó a Dre Parker) después de ser salpicado por el agua sucia; Zhenwei se golpeó la cabeza con una lata de aceite. Además, recibió otras lesiones menores que causaron mucho dolor.

## Obras notables
Pertenece al grupo de dobles de acción del también actor y artista marcial Jackie Chan desde el año 2015, trabajando como doble de acción en películas como Vanguard, Shang-Chi y la leyenda de los Diez Anillos, Proyect X-Traction. Reside actualmente en Beijing.